# Cape Jourimain
Cape Jourimain är en udde i Kanada.   Den ligger i provinsen New Brunswick, i den östra delen av landet, 900 km öster om huvudstaden Ottawa.
Terrängen inåt land är mycket platt. Havet är nära Cape Jourimain åt nordost. Trakten är glest befolkad. Närmaste större samhälle är Borden-Carleton, 15,7 km nordost om Cape Jourimain. 